# Taidzsucu
A taidzsucu a nindzsák puszta kezes küzdőmódszere (jelentése: egész testtel való küzdés). Művelői nem a formagyakorlatok (katák) teljes memorizálására törekednek (ugyanis több ezer technika és fogás létezik), hanem arra, hogy ezek egymásba olvadva természetessé tegyék a folyamatos küzdeni tudást minden helyzetben, minden ellenséggel.
A taidzsucu mesterei tudásukat titokban tartják és csak nagyon kevesek sajátíthatják el e harcművészet minden részletét.